# 이나노역
이나노역(일본어: 稲野駅, いなのえき)은 일본 효고현 이타미시에 있는 한큐 전철 이타미 선의 역이다. 역 번호는 HK-18이다.
개통 전의 임시 역명은 "이타미구치"였다.

## 역사
- 1921년 5월 10일: 한신 급행 전철(현, 한큐 전철) 이타미 선 쓰카구치 ~ 이타미 역 사이에 신설 개업.
- 2005년 4월 25일: JR 후쿠치야마 선 탈선 사고의 발생으로 복구가 완료될 때까지 이나데라역의 대체수송역으로 지정됨.
- 2013년 12월 21일: 역 번호 도입.

## 역 구조
상대식 승강장 2면 2선의 지상역이다. 분기기, 절대 신호가 없어 정류장으로 분류된다.
역사와 개찰구는 각 승강장마다 역 남단(쓰카구치 방향)에 있다. 개찰 내에서 각 승강장 사이를 연결하는 과선교 등은 설치되지 않아 반대쪽의 승강장에는, 역사와 인접한 개찰 외의 건널목을 경유하게 된다.
또한, 1980년대 중반까지는 구내 건널목이 설치되어 있었지만, 한큐 전철의 방침에 따라 승객용 구내 건널목은 철거되었다. 이 때문에, 잘못 들어온 경우는 역무원에게 신청하여 출전하게 되지만, 쓰카구치 방면 승강장의 개찰구는 역무원이 배치되지 않아, 개찰구 부근에 있는 인터폰으로 역무원을 호출해야 한다.
화장실은 이타미 방면 승강장의 개찰구 부근에 있어, 쓰카구치 방면 플랫폼에는 대합실과 청량 음료 등의 자동 판매기가 설치되어 있다.
2007년에는 양쪽 승강장과도 개찰구 부근의 공사가 실시되어 슬로프와 화장실이 개장되었다. 또한, 이타미 행 개찰구에는 단체 손님용 임시 출입구가 있었지만 오랫동안 사용되지 않고 방치되고 있었다. 현재의 화장실은 이 출입구를 철거한 장소로 이전된 것이다.

### 승강장
| 서 | ■ 이타미 선 | 하행 | 신이타미・이타미 방면                                  |
| 동 | ■ 이타미 선 | 상행 | 쓰카구치・오사카 (우메다)・고베・교토・다카라즈카 방면 |

※ 승강장 번호는 설정되지 않았다.

## 역 주변
역이 개설된 시점에서는 인가도 드물었다만, 1925년에 역의 서남쪽에 위치한 한큐 주택지 "이나노 주택지"가 개발된 후는 지속적으로 인구가 증가, 현재는 한적한 주택지가 되고 있다.
역 서쪽 출입구에는 소규모 로터리가 있고 그 안쪽에는 공원이 있다. 또, 로터리 앞에는 파출소가 있었지만 역 서쪽 고고바시 선 옆으로 이전하였다.
쓰카구치 방면 승강장의 개찰구 남쪽 선로변에는 주차장이 있었지만 그 후에 역전의 아파트 지하로 그 기능을 옮겼다(선로변에는 정리 번호나 구획선이 있다).
이타미 선내 각 역 중 유일하게 주변 도로가 좁은 것부터 역전에 버스 정류장이 없고 버스로 갈아타고 경우에는 역에서 북쪽으로 150m 정도의 효고 지방 도로 336호선에 면한 곳에 있는 이타미 시 버스의 고가즈카 정류소까지 갈 필요가 있다.
후쿠치야마 선 (JR 다카라즈카 선) 이나데라역은 당역에서 동쪽으로 약 700m 정도의 거리이다.
- 오테마에 대학 이나노 캠퍼스
- 오테마에 단기 대학
- 이나노 공원
- 효고 현립 아마가사키이나노 고등학교
- 에디온 쓰카구치점
- 다이하쓰 공업 연수 센터
- 간사이 슈퍼 이나노점
- 미쓰비시 전기 이타미 제작소(역 동쪽)・그라운드(역 서쪽)
- 이타미 시립 평생 학습 센터
  - 이타미 시립 도서관 미나미 분관
- 이타미 이나노 우체국
- 이케다센슈 은행 이나노 지점
- 아마가사키 신용 금고 이나노 지점
- 고가즈카 고분

## 인접역
| 한큐 전철 ■ 이타미 선        | 한큐 전철 ■ 이타미 선 | 한큐 전철 ■ 이타미 선      |
| ---------------------------- | --------------------- | -------------------------- |
| HK-06 쓰카구치 쓰카구치 방면 |                       | 신이타미 HK-19 이타미 방면 |